# Aglaophamus victoriae
Aglaophamus victoriae är en ringmaskart som beskrevs av Rainer och Kaly 1988. Aglaophamus victoriae ingår i släktet Aglaophamus och familjen Nephtyidae. Inga underarter finns listade i Catalogue of Life.